# Javaplantsoen
Het Javaplantsoen is een grotendeels versteend plantsoen in Amsterdam-Oost, Indische Buurt.

## Geschiedenis en ligging
Deze openbare ruimte kreeg per raadsbesluit van 22 april 1925 haar naam. Het was de laatste "Java" die haar naam kreeg. Amsterdam benoemde al in 1914 een Javakade en in 1900 een Javastraat en een Javaplein. Straat, plein en plantsoen liggen bij elkaar in de buurt; de Javakade ligt op het Java-eiland in het Oostelijk Havengebied. Alles is direct dan wel indirect vernoemd naar het eiland Java, toen nog Nederlands-Indië.
Het Javaplantsoen ligt aan het oostelijk eind van de Javastraat bij de Boetonstraat. Het plantsoen wordt aan de zuid- en oostkant begrensd door de verkeerswegen Insulindeweg en Flevoweg, die op een dijklichaam liggen. Het plantsoen is daarbij al in het midden voetgangersgebied en aan de randen fietspaden met een tunnelverbinding naar het Flevopark. In het verleden sloot het plantsoen af aan de Kramatweg en grensde aan de Israëlitische Begraafplaats; het latere Flevopark. Het plantsoen schoof richting het oosten op  met de aanleg van de Flevoweg. 

## Gebouwen
De huisnummers lopen op van 2 tot en met 113, maar er ontbreken meer nummers dan dat er zijn. Zo houdt de al niet complete lage nummering op bij huisnummer 24 en die nummering start pas weer bij 101. Het meest opvallende gebouw staat aan de noordrand van het plantsoen, een dubbele school (Nias- en Anthonie van Diemenschool) uit 1927 met huisnummers 17-19. Het is een ontwerp van architect Allard Remco Hulshoff werkend voor en bij de Dienst der Publieke Werken. Hij paste een verstrakte vorm van de bouwstijl Amsterdamse School toe. In diezelfde stijl, maar meer architecteigen staan twee woonblokjes van Arend Jan Westerman (18, 20, 22) en Jac. Duncker (hoek Javastraat). Huisnummer 2 is van een transformatorhuisje (Dienst der Publieke Werken) en nummer 6 herbergt het jongerencentrum "Jav’Art huis".
In de jaren tachtig en negentig van de 20e eeuw werd de buurt grondig gesaneerd, waarbij hele bouwblokken werden gesloopt; de woningen voldeden niet meer aan de eisen. Met die nieuwbouwslag verdween ook de Elthetokerk. Deze gezichtsbepalende kerk uit de jaren twintig van Amsterdamse-schoolarchitect Cornelis Kruyswijk werd in 1992 gesloopt. Zij maakte plaats voor woningbouw. Zij werd gebouwd aan de zuidrand van het plantsoen, maar werd daar later door de verlenging van de Insulindeweg van af gesneden.

## Kunst
Aan het Javaplantsoen zijn twee kunstwerken in de openbare ruimte te zien:
- aan de zuidrand in het grasland staat Dwazen denken te beschermen van Berend Peter;
- verspreid over het cementen pleingedeelte staat het meerdelige Sporen volgen het Javaplantsoen van Wim Tap.

## Trivia
Midden jaren zeventig waren er plannen voor een tramlus in het plantsoen voor tram 10 die moest verdwijnen van de eindlus Molukkenstraat, Sumatrastraat, Soerabajastraat en Tidorestraat waarbij de Soerabajastraat daar geheel zou verdwijnen door de herverkaveling na nieuwbouw. Men dacht aan een nieuwe eindlus in het Javaplantsoen waarbij ook vanaf het Muiderpoortstation opnieuw sporen over de Insulindeweg zouden worden aangelegd zodat ook tram 3 hier zijn eindpunt zou kunnen krijgen. Naderhand zag men daarvan af en besloot de trambaan over de Insulindeweg en Flevoweg te verlengen naar het Flevopark dat in 1980 gereed kwam.

## Afbeeldingen

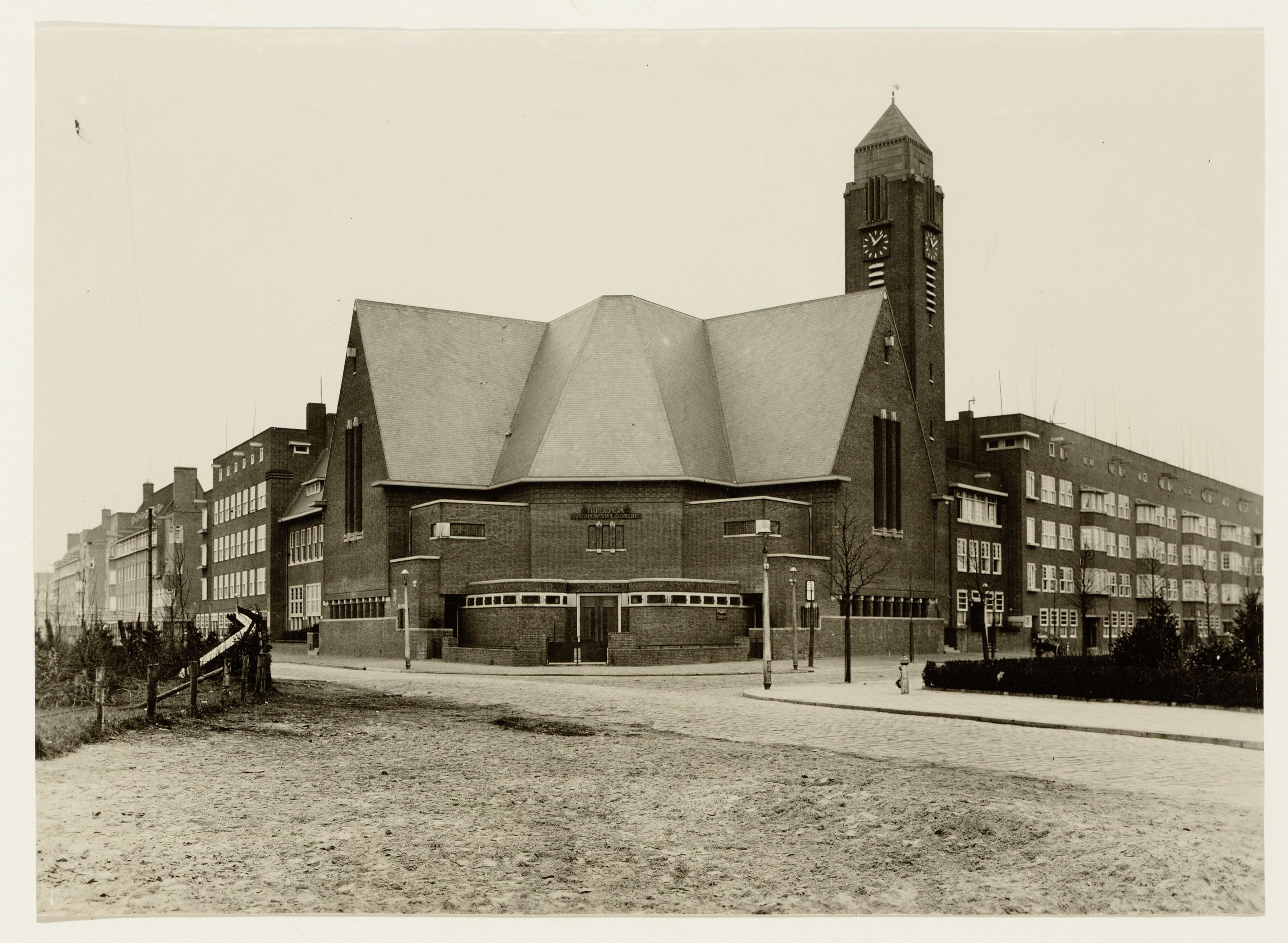
Elthetokerk in 1932 met rechts Javaplantsoen, later Insulindeweg; alles gesloopt in jaren 90
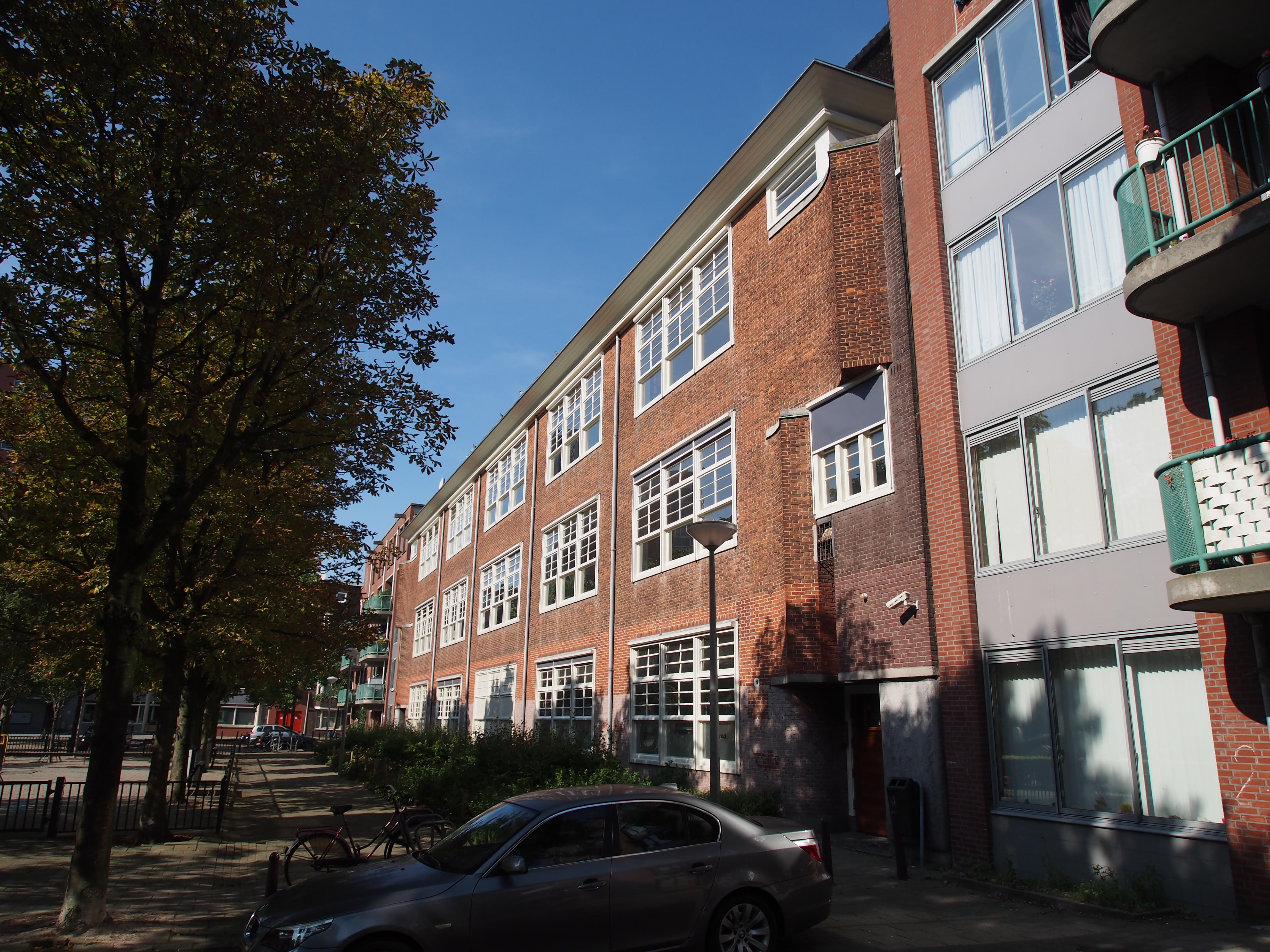
De dubbele school op 17-19 (2016)
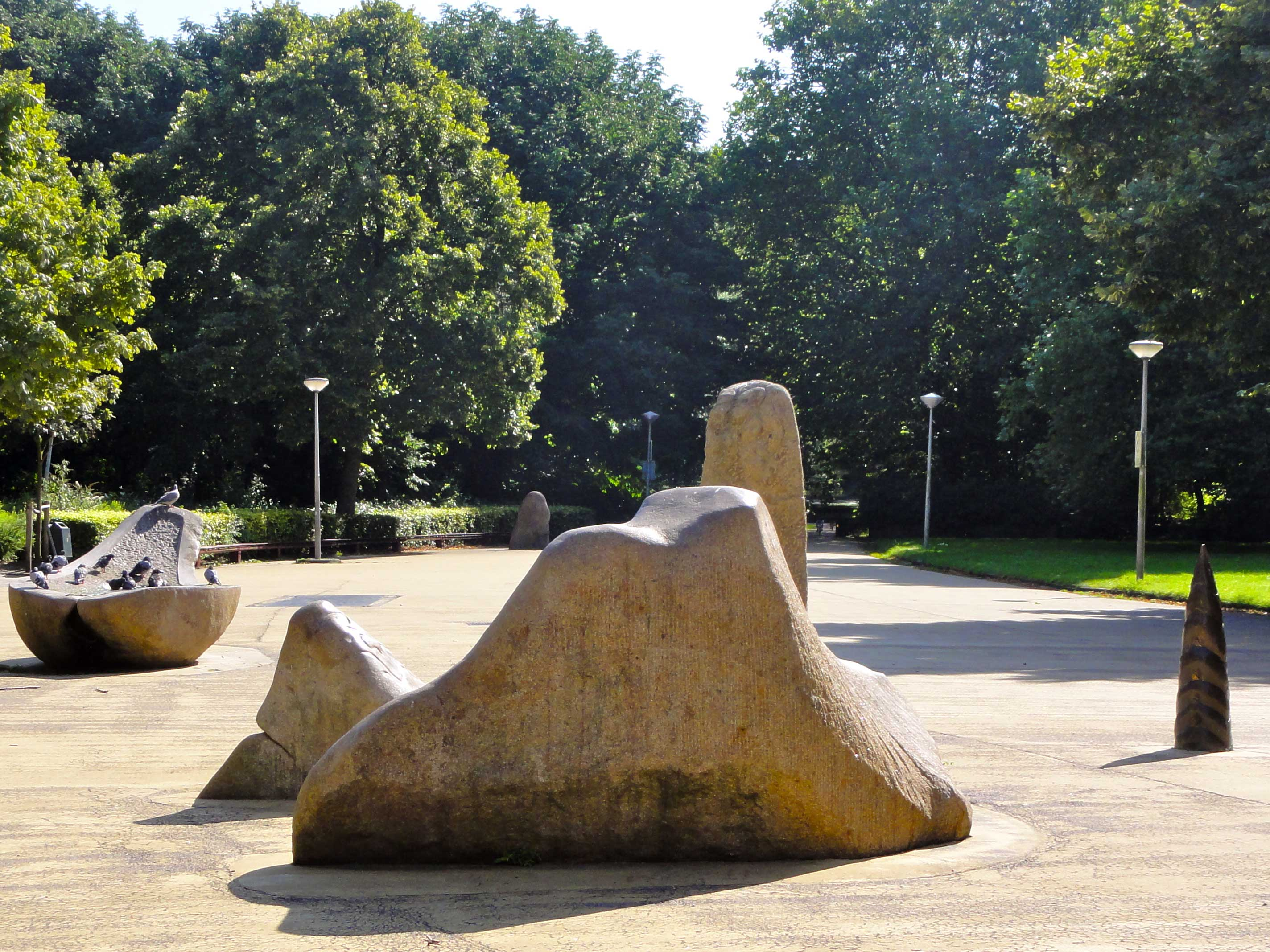
Kunstwerk van Wim Tap (2012)
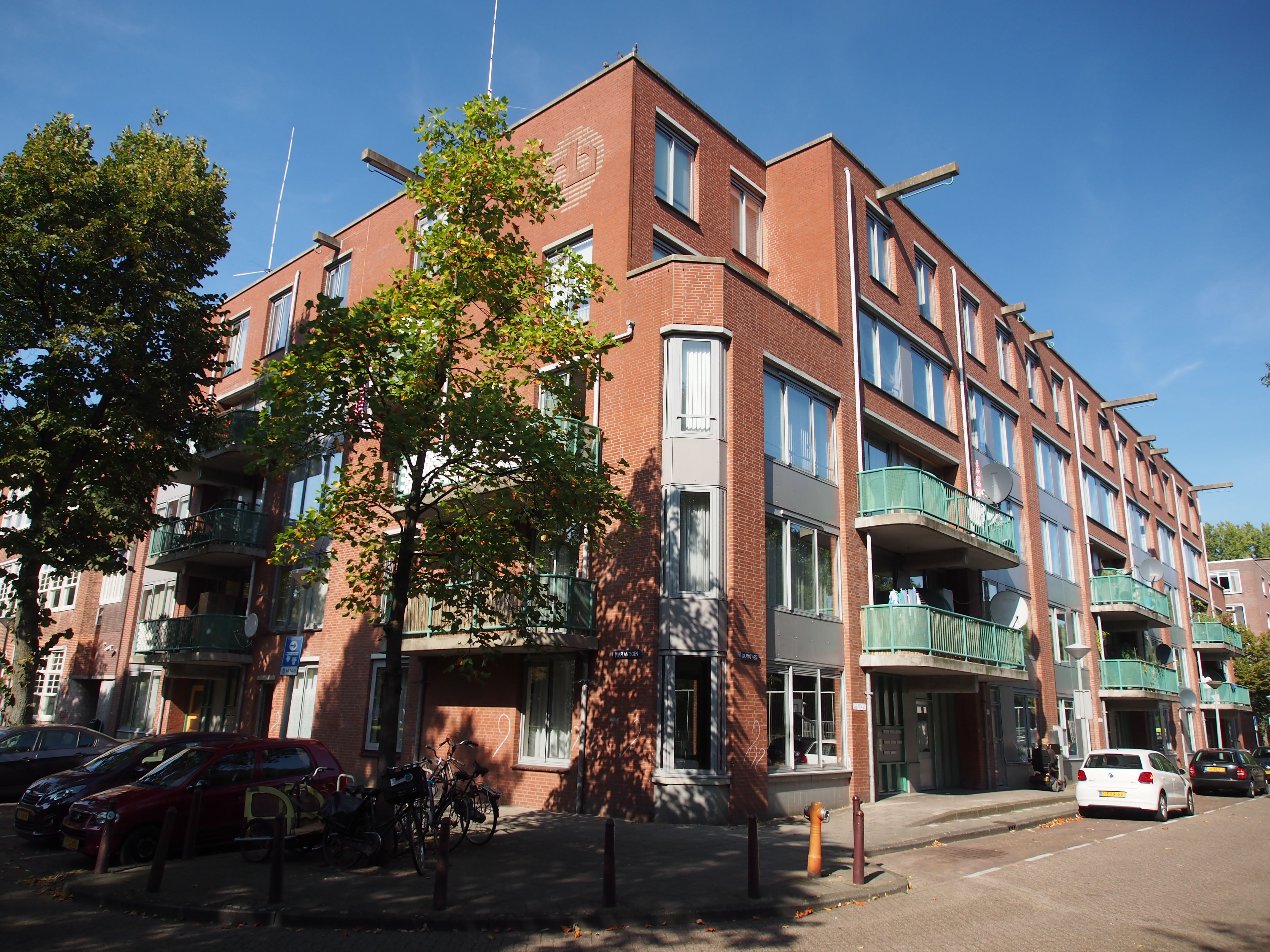
Javaplantsoen, hoek Kramatweg (september 2014)
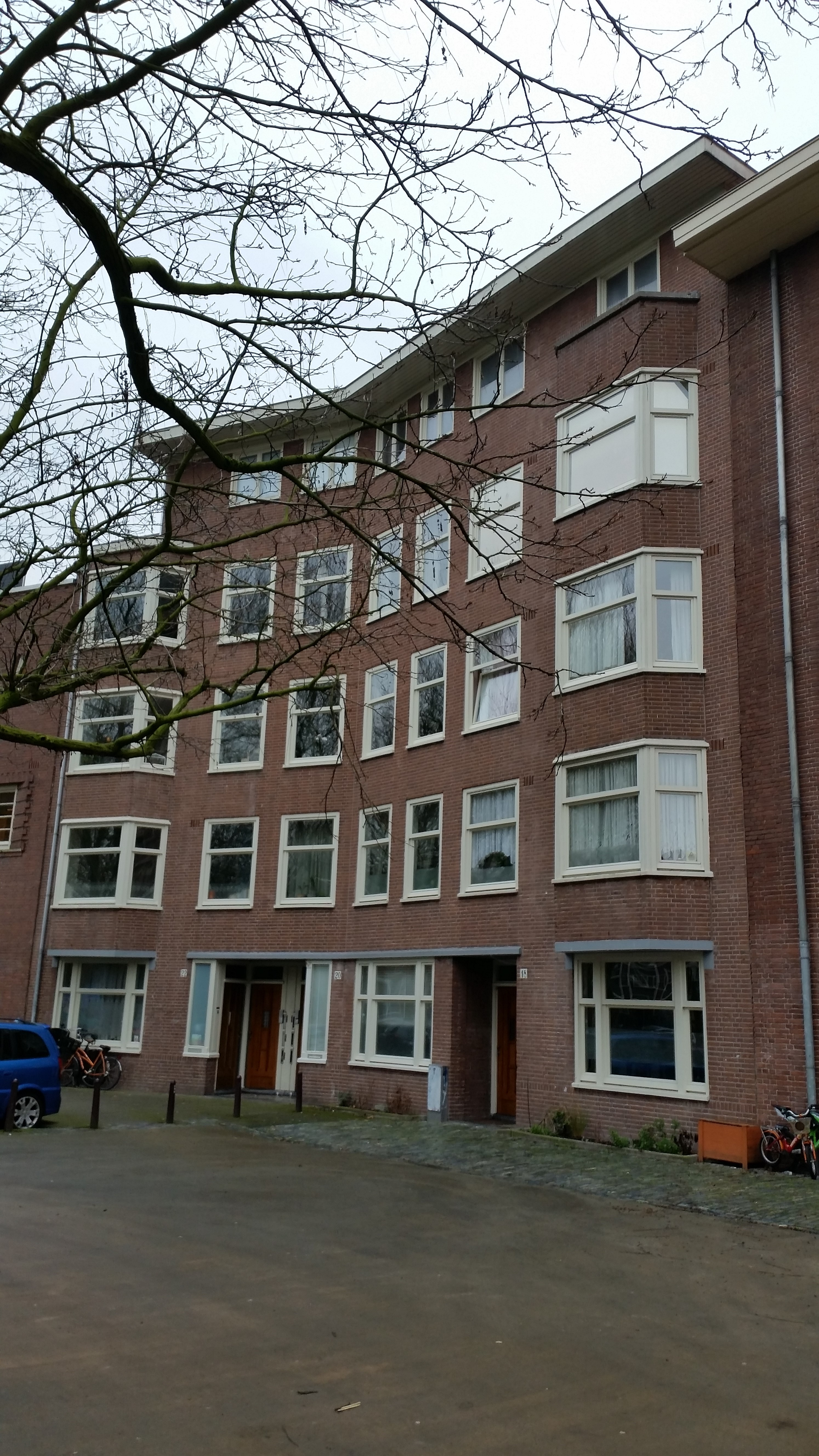
Javaplantsoen 18-22 ontworpen door Westerman (januari 2020)